# Картикеян, Нараин
Кума́р Рам Нараи́н Картикея́н (англ. Kumar Ram Narain Karthikeyan; 14 января 1977, Коимбатур, Индия) — индийский автогонщик, первый пилот Формулы-1 из Индии. Единственный гонщик в истории Гран-при, финишировавший 24-м.

## Карьера
Дебютировал в Формуле-1 в составе команды Jordan в сезоне 2005 года. Единственный раз в карьере финишировал в очковой зоне в Гран-при США, заняв 4 место в гонке, в которой стартовали 6 пилотов (из-за отказа выходить на старт команд, использовавших шины Michelin. В 2006—2007 годах был тест-пилотом WilliamsF1.
В сезонах 2007—2009 гг. выступал в чемпионате A1 GP в составе индийской национальной команды. Выиграл Гран-при Великобритании в августе 2007 года на трассе Брэндс-Хэтч. В сезонах 2010—2011 гг. выступал в чемпионате Суперлига Формула (Superleague Formula) за команду ПСВ Эйндховен — PSV Eindhoven (Superleague Formula team).
Возвращение Картикеяна в Формулу-1 состоялось в 2011 году. Гонщик стал выступать за HRT. В 2012 Картикеян также выступал в Формуле-1 за эту команду. HRT была одной из слабейших команд чемпионата, и очков Картикеяну набрать не удалось; в Гран-при Австралии и в 2011, и в 2012 он даже не прошёл квалификацию.

## Таблица результатов
| Сезон | Серия     | Команда           | Конструктор   | Старты | Победы | Подиумы | Поулы | БК | Место | Очки |
| ----- | --------- | ----------------- | ------------- | ------ | ------ | ------- | ----- | -- | ----- | ---- |
| 2005  | Формула-1 | Jordan Grand Prix | Jordan-Toyota | 19     | 0      | 0       | 0     | 0  | 18    | 5    |

### Результаты выступлений в Формуле-1
| Легенда к таблице |                                                                    |
| --- | ------------------------------------------------------------------ |
| В таблице перечислены результаты всех Гран-при Формулы-1, в которых принимал участие гонщик. Строками таблицы являются сезоны, столбцами — этапы чемпионата мира. В каждой клетке указаны сокращённое название этапа и результат, дополнительно обозначенный цветом. Расшифровка обозначений и цветов представлена в нижеследующей таблице. |                                                                    |
| \| Пример \| Описание \| \| ------------ \| ------------------------------------------------------------------ \| \| 1 \| Победитель \| \| 2 \| Второе место \| \| 3 \| Третье место \| \| 5 \| Финишировал, заработав очки \| \| Сход \| Не финишировал, но при этом заработал очки \| \| 12 \| Финишировал, не получив очков \| \| НКЛ \| Финишировал, но не попал в финальную классификацию \| \| 15 \| Участвовал вне зачёта, либо по отдельной классификации \| \| 18 \| Не финишировал, но попал в финальную классификацию \| \| Сход \| Не финишировал \| \| НКВ \| Не прошёл квалификацию \| \| НПКВ \| Не прошёл предквалификацию \| \| ДСК \| Дисквалифицирован \| \| ИСК \| Исключён из протокола соревнований \| \| ТТ \| Заявлен для участия только в тренировках \| \| НС \| Участвовал в квалификации, но не стартовал в гонке \| \| Т \| Травмирован или болен \| \| ОТК \| Отказ от участия \| \| НТР \| Прибыл на соревнования, но на трассу не выезжал \| \| НПР \| Был заявлен в числе участников, но не прибыл к началу соревнований \| \| О \| Соревнования отменены \| \| \| Не участвовал \| \| Поул-позиция \| \| \| Быстрый круг \| \| |                                                                    |
| Пример | Описание                                                           |
| 1 | Победитель                                                         |
| 2 | Второе место                                                       |
| 3 | Третье место                                                       |
| 5 | Финишировал, заработав очки                                        |
| Сход | Не финишировал, но при этом заработал очки                         |
| 12 | Финишировал, не получив очков                                      |
| НКЛ | Финишировал, но не попал в финальную классификацию                 |
| 15 | Участвовал вне зачёта, либо по отдельной классификации             |
| 18 | Не финишировал, но попал в финальную классификацию                 |
| Сход | Не финишировал                                                     |
| НКВ | Не прошёл квалификацию                                             |
| НПКВ | Не прошёл предквалификацию                                         |
| ДСК | Дисквалифицирован                                                  |
| ИСК | Исключён из протокола соревнований                                 |
| ТТ | Заявлен для участия только в тренировках                           |
| НС | Участвовал в квалификации, но не стартовал в гонке                 |
| Т | Травмирован или болен                                              |
| ОТК | Отказ от участия                                                   |
| НТР | Прибыл на соревнования, но на трассу не выезжал                    |
| НПР | Был заявлен в числе участников, но не прибыл к началу соревнований |
| О | Соревнования отменены                                              |
| | Не участвовал                                                      |
| Поул-позиция |                                                                    |
| Быстрый круг |                                                                    |

| Сезон | Команда                 | Шасси         | Двигатель              | Ш | 1       | 2        | 3        | 4      | 5        | 6        | 7        | 8        | 9      | 10       | 11       | 12       | 13     | 14       | 15       | 16       | 17     | 18       | 19       | 20     | Место | Очки |
| ----- | ----------------------- | ------------- | ---------------------- | - | ------- | -------- | -------- | ------ | -------- | -------- | -------- | -------- | ------ | -------- | -------- | -------- | ------ | -------- | -------- | -------- | ------ | -------- | -------- | ------ | ----- | ---- |
| 2005  | Jordan Grand Prix       | Jordan EJ15   | Toyota RVX-05 3,0 V10  | B | АВС 15  | МАЛ 11   | БАХ Сход | САН 12 | ИСП 13   | МОН Сход | ЕВР 16   | КАН Сход | США 4  | ФРА 15   | ВЕЛ Сход | ГЕР 16   | ВЕН 12 | ТУР 14   | ИТА 20   | БЕЛ 11   | БРА 15 | ЯПО 15   | КИТ Сход |        | 18    | 5    |
| 2011  | Hispania Racing F1 Team | Hispania F111 | Cosworth CA2011 2,4 V8 | P | АВС НКВ | МАЛ Сход | КИТ 23   | ТУР 21 | ИСП 22   | МОН 17   | КАН 17   | ЕВР 24   | ВЕЛ    | ГЕР тест | ВЕН      | БЕЛ      | ИТА    | СИН тест | ЯПО тест | КОР тест | ИНД 17 | АБУ      | БРА      |        | 26    | 0    |
| 2012  | HRT F1 Team             | HRT F112      | Cosworth CA2012 2,4 V8 | P | АВС НКВ | МАЛ 22   | КИТ 22   | БАХ 21 | ИСП Сход | МОН 15   | КАН Сход | ЕВР 18   | ВЕЛ 21 | ГЕР 23   | ВЕН Сход | БЕЛ Сход | ИТА 18 | СИН Сход | ЯПО Сход | КОР 20   | ИНД 21 | АБУ Сход | США 22   | БРА 18 | 24    | 0    |